# 맨해타
맨해타(Manhatta)는 미국에서 제작된 폴 스트랜드 감독의 1921년 다큐멘터리 영화이다.
이 영화는 문화적, 역사적, 미적 중요성으로 인해 미국 의회도서관에 의해 미국 국립영화등기부의 보존물로 선정되었다.

## 같이 보기
- 실험 영화